# Rafael Jensen
Anders Rafael Jensen född 7 maj 1963 i Odder i Jylland, är en dansk bergsbestigare. 

## Biografi
Rafel Jensens familj drev en handelsträdgård. Under en praktik i Skottland började han ägna sig åt klättring. I början av 1980-talet flyttade han till Sverige, först till Klippan och senare till Göteborg.
1990 besteg Jensen tillsammans med Göran Kropp Muztagh Tower (7 273 meter över havet) i Pakistan. Berget var 1956 ett av de svåraste 7 000-metersbergen klättrat i Himalaya, och deras bestigning kom att bli den fjärde på berget. I expeditionen deltog också bland andra Magnus Nilsson och Ola Hillberg. Tre år senare deltog 1993 Jensen i den svenska K2-expeditionen och gjorde toppförsöket tillsammans med Daniel Bidner. Jensen och Bidner nådde toppen av K2 men Bidner föll till följd av höjdsjuka och avled på vägen ner.
1995 genomförde Jensen ett nytursförsök på Mount Asgards nordvästsida tillsammans med Magnus Nilsson. Följande år försökte han att klättra Nanga Parbat via Kinshoferleden i december/off season med Victor Saunders.